# ВПК-3924
Бронетранспортёры семейства ВПК-3924 «Медведь» (сокр. от Военно-промышленная компания) — бронемашина с усиленной противоминной защитой, российский аналог машин типа MRAP (англ. mine resistant ambush protected — защищённые от мин и нападения из засады). 
ВПК-3924 «Медведь» разработана по заказу ВВ МВД совместно специалистами кафедры колёсных машин МГТУ им. Н. Э. Баумана и «Военно-инженерным центром» из состава «Военно-промышленной компании» в рамках ОКР БТР-ВВ (бронетранспортёр для внутренних войск). Первоначальный шифр машины был: СПМ-3 «Медведь» (сокр. от Специальная полицейская машина). В настоящий момент[когда?] существует два опытных образца.
В 2008 г. на заводе ГАЗ (г. Нижний Новгород) был изготовлен первый опытный образец бронированного взрывозащищенного автомобиля ГАЗ-3924 «СПМ-3» с двигателем ЯМЗ-7601.10.
В 2009 г. первый опытный образец был внешне доработан (изменена маска капота, капот, бампер и пр.).
В дальнейшем все работы по организации изготовления были переданы ООО «ВПК», которое поручило сборку второго опытного образца (модернизированного с двигателем ЯМЗ-536, мощностью 312 л. с.) ООО «Селеста» (г. Нижний Новгород). Второй опытный образец был изготовлен в 2010 г. уже под индексом ВПК-3924.
Первый опытный образец внешне отличается от второго резкими угловатыми формами кузова.
Производство автомобиля было поручено Арзамасскому машиностроительному заводу, где первый ходовой образец был изготовлен в 2016 г.

## Назначение и область применения
«Медведь» может применяться в качестве бронетранспортёра, шасси для установки ПТУР, миномётов и других систем вооружения, защищённой командно-штабной, разведывательно-дозорной, медицинской машины, либо машины сопровождения колонн (в отличие от БТР, СПМ-3 может использоваться на дорогах общего пользования).

## Особенности конструкции
Машина обладает несущим корпусом капотной компоновки. Экипаж машины — 2 человека, десант — до 10 человек. В задней части корпуса предусмотрены распашные двери для посадки-высадки десанта. Днище имеет V-образную форму, помогающую эффективно рассеивать энергию взрыва. Подвеска машины полностью независимая, торсионная, унифицирована с подвеской БТР-90. В трансмиссии машины использованы серийные узлы и агрегаты, использующиеся на грузовых автомобилях семейства «Урал». Двигатель первого опытного образца — ЯМЗ 7601.10 (дизельный, шестицилиндровый, V-образный, мощностью в 300 л. с.). Заявленный межремонтный ресурс машины — 250 000 км, для двигателя — 800 000 км, что превосходит аналогичные показатели большей части колёсной и гусеничной бронетехники. Запас хода 1400 км. Во втором и третьем образце устанавливался рядный 6-ти цилиндровый двигатель ЯМЗ-536 мощностью 312 л. с.

## Защита и вооружение

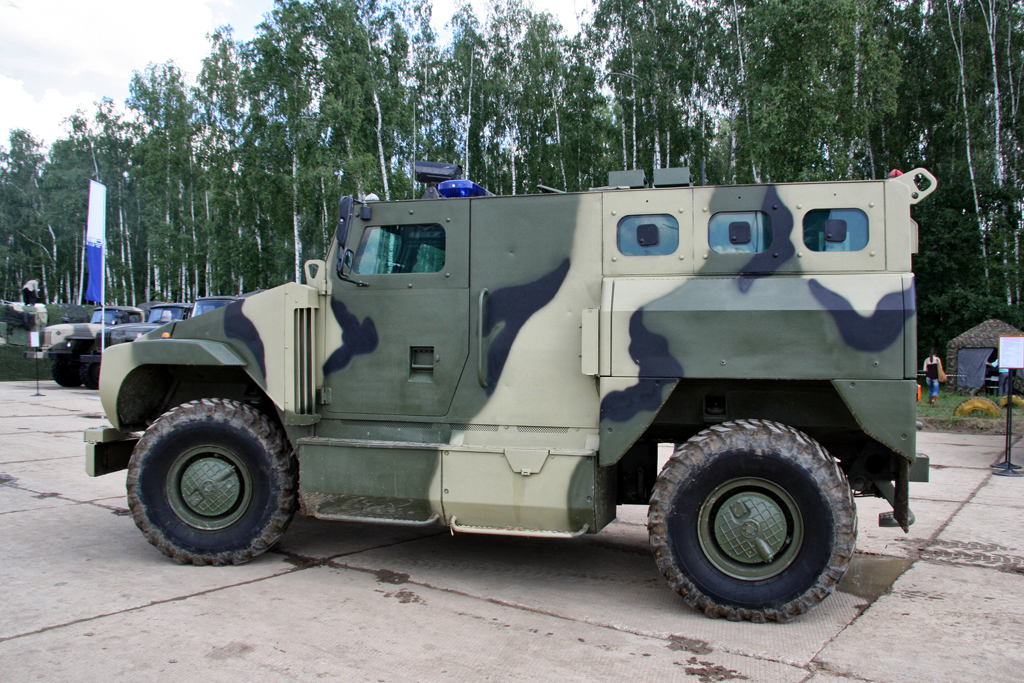
ВПК-3924 СПМ-3 Медведь на показе в Бронницах

Машина имеет разнесённую дифференцированную бронезащиту. Корпус и стёкла выдерживают попадание 7,62-мм бронебойной пули, выпущенной из винтовки СВД с расстояния 100 метров (уровень баллистической защиты класса 6а (ГОСТ Р 509-63). Машина выдерживает подрыв под колесом взрывного устройства, равного 6 кг тротила (класс 2а противоминной защиты по STANAG 4569). Высокой противоминной стойкости наряду с V-образным днищем способствуют большой дорожный просвет (500 мм) и относительно высокая полная масса машины (12 000 кг). Также на машине есть фильтро-вентиляционная установка.
На машину возможна установка различных типов вооружения, в зависимости от выполняемых задач. Это могут быть как пулемёты различных калибров, так и установки ПТУР, автоматические гранатомёты и др.

## Перспективы

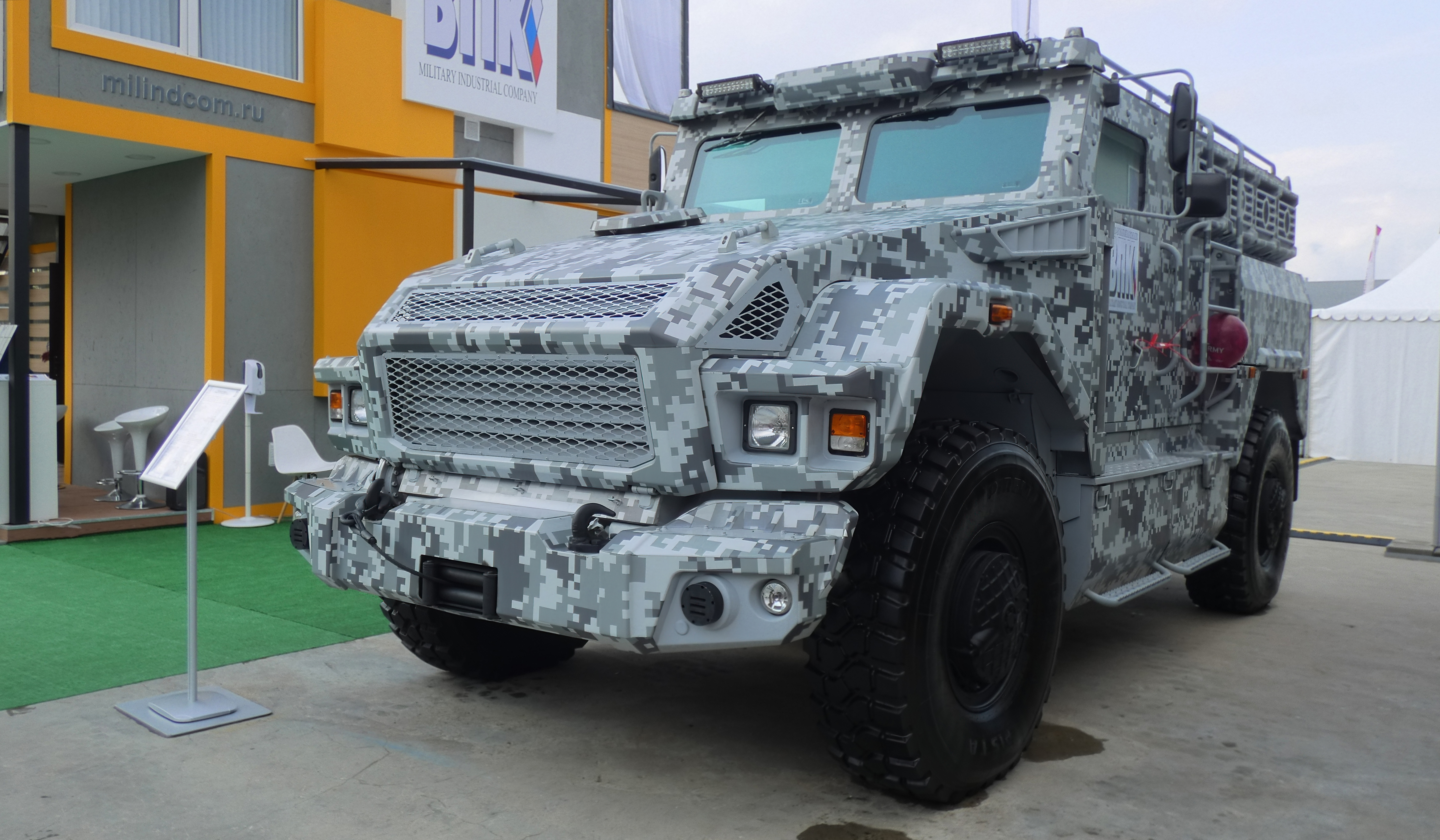
«Медведь» на выставке «Армия-2021».

По состоянию на июнь 2014 года ВПК-3924 «Медведь» завершает госиспытания на все виды внешних воздействий, в том числе на подрыв. По учтённым результатам испытаний был изготовлен усовершенствованный образец машины. Основные направления изменений: применение перспективного двигателя ЯМЗ-536 (дизельный рядный шестицилиндровый мощностью 312 л. с.), дальнейшее усиление баллистической и противоминной защиты, применение дистанционно управляемого комплекса вооружения и спецсредств, улучшение эргономики. На июнь 2011 года был проведён обстрел машины, однако испытания на подрыв ещё не проводились.
Интерес к машине проявили заказчики из ВВ МВД (в 2013 году им планируется поставить опытно-промышленную партию из пяти машин), также в качестве клиентов разработчики рассматривают Вооружённые Силы РФ. Однако последние уже объявили о предстоящей до 2015 года закупке аналогичных автомобилей унифицированного семейства «Тайфун», более приспособленных для использования армейскими подразделениями.
В 2012 году Военно-промышленная компания планировала начать полноценный серийный выпуск автомобиля в 2014 году. Ёмкость рынка оценивается в 500 машин в год. Соотношение продаж на внутреннем и внешнем рынке прогнозируется в пропорции 50 % на 50 %. Среди возможных зарубежных покупателей производители называют Казахстан, Азербайджан, Узбекистан, страны Африки и Ближнего Востока.
В 2013 году на выставке Russian Arms Expo-2013 в Нижнем Тагиле впервые представлен бронированный автомобиль Урал-ВВ с колёсной формулой 6×6, спроектированный по программе «Мотовоз-2» по техзаданию главного командования ВВ МВД России на базе шасси многоцелевого автомобиля Урал-4320. Бронеавтомобиль оснащён двигателем ЯМЗ стандарта «Евро-4», обладает противоминной защитой MRAP и выполнен с однообъёмным бронированным кузовом, в котором можно разместить до 17 бойцов с полным вооружением. Данный автомобиль станет основой для целого семейства тактических защищённых автомобилей, обладающих высокой степенью унификации и отличающихся различными колёсными формулами, в том числе и 4×4.
В 2014 году прошел цикл испытаний, в том числе подрывом. Опытный образец был уничтожен.
В 2016 году создан третий опытный образец, доработанный по результатам испытаний. Был представлен на выставках Армия-2016, Kadex и т. д.
В ноябре 2018 года все работы по проекту свернуты.

## Фото

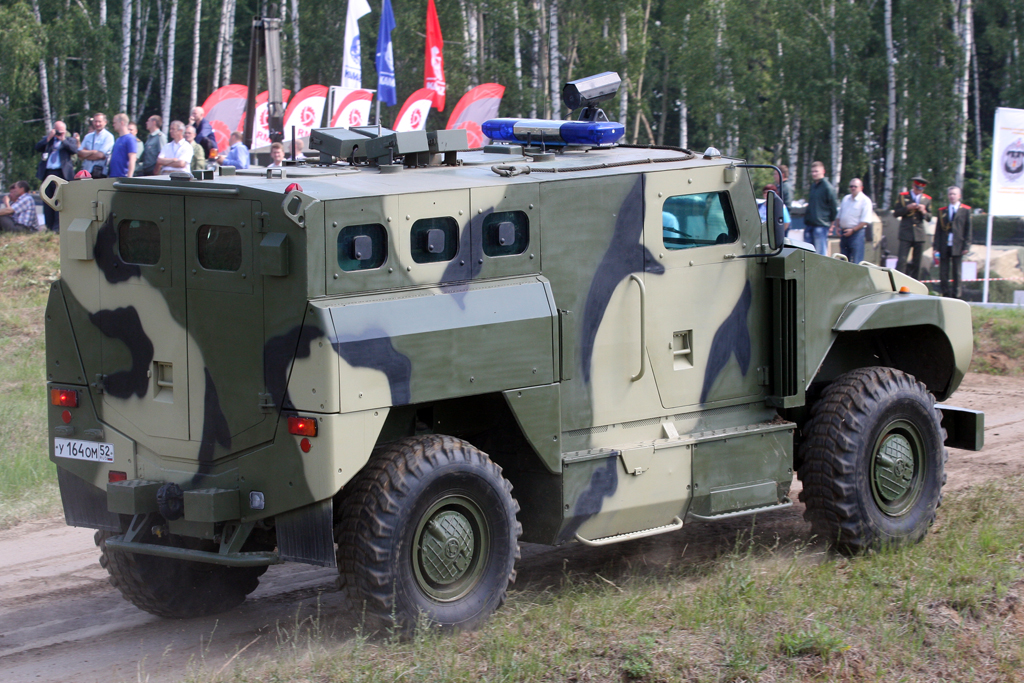
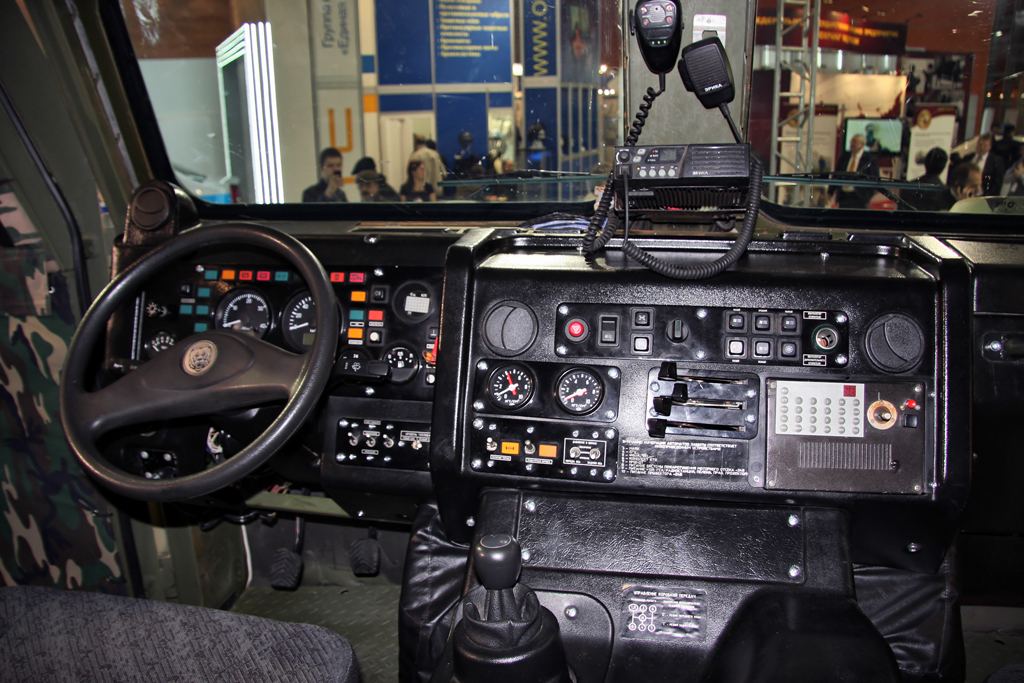
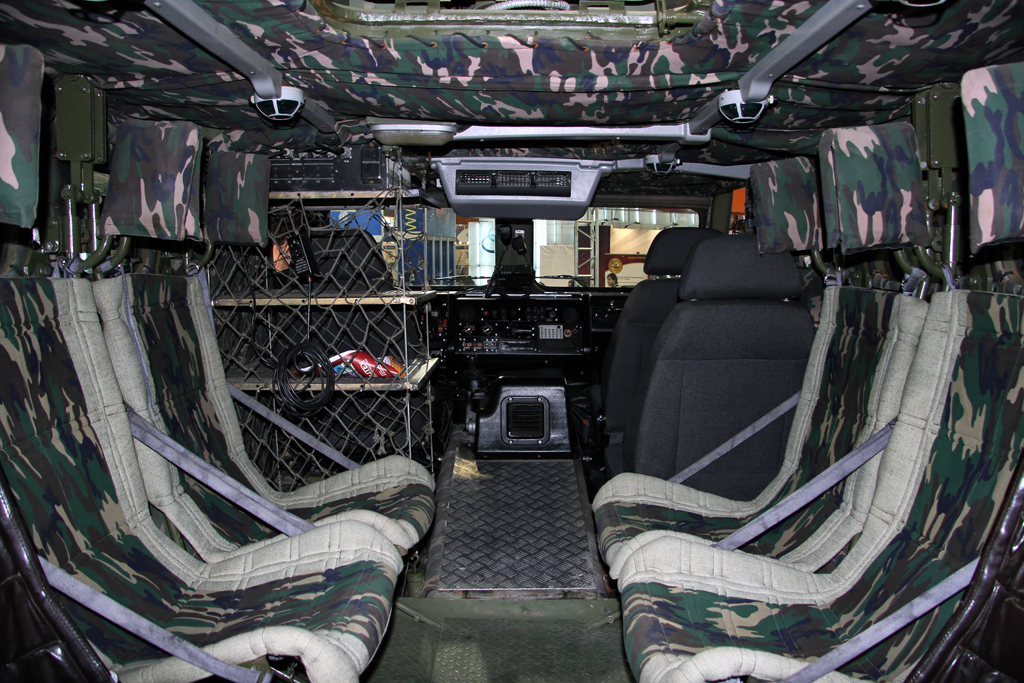
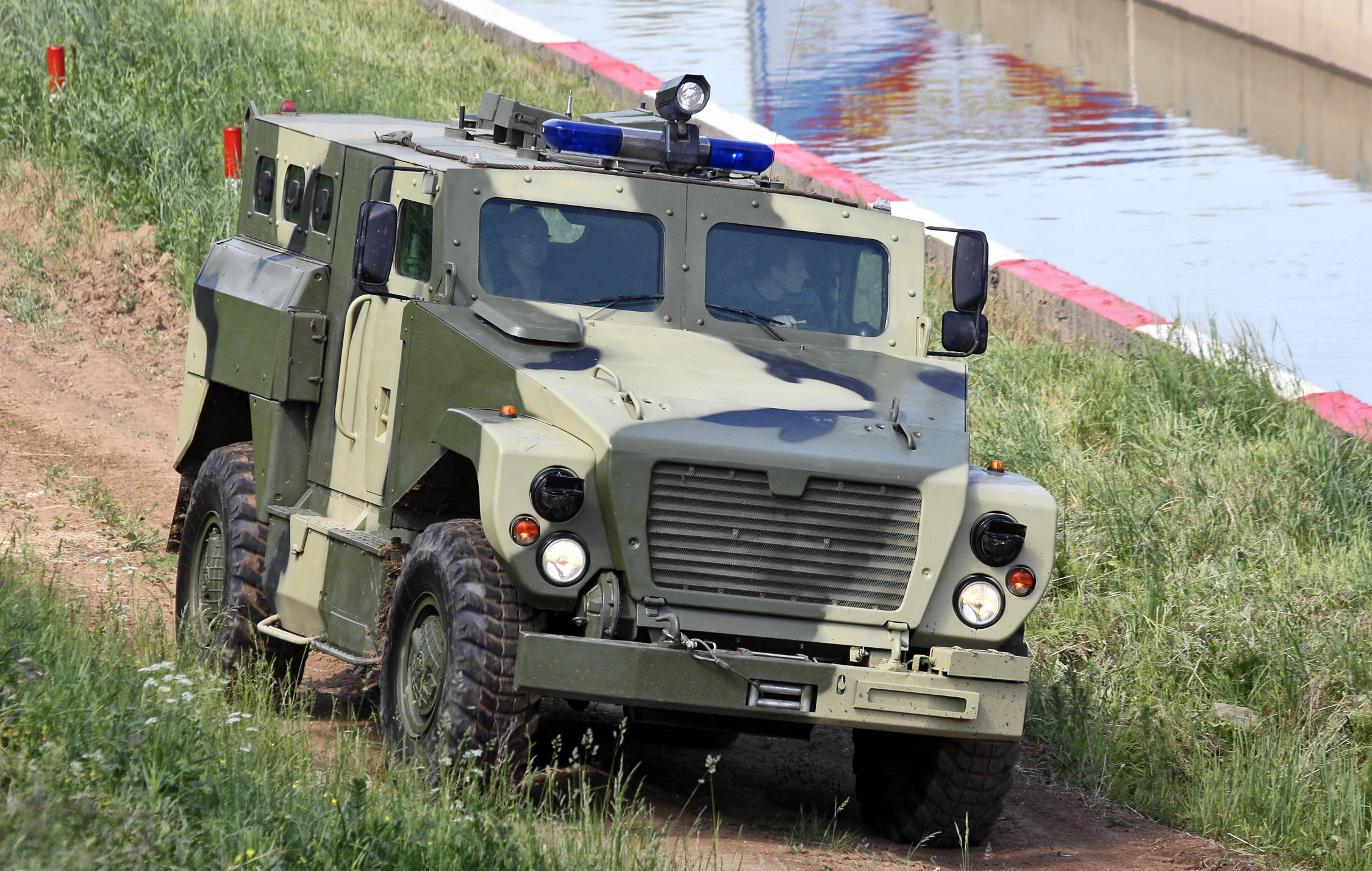
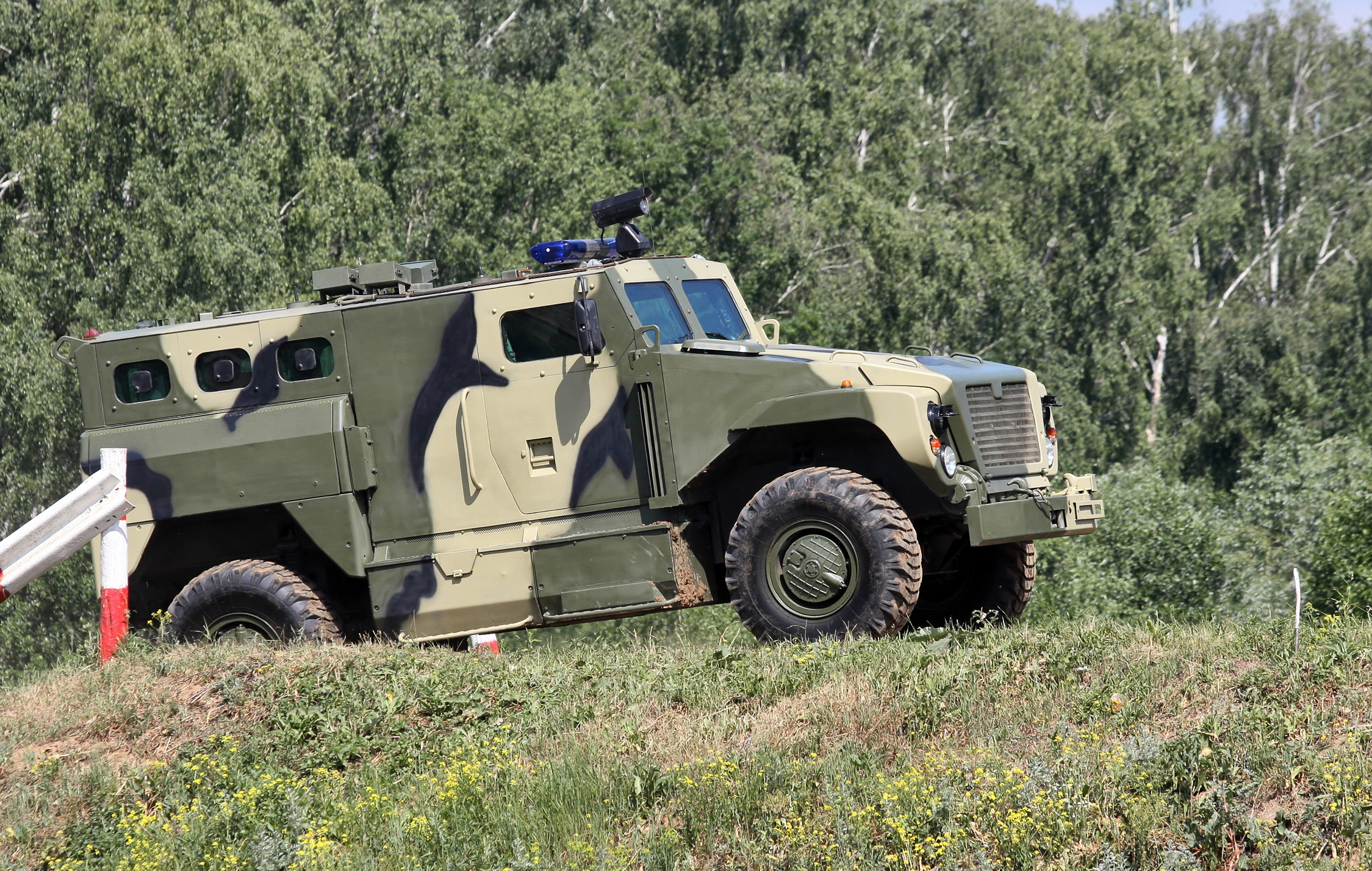
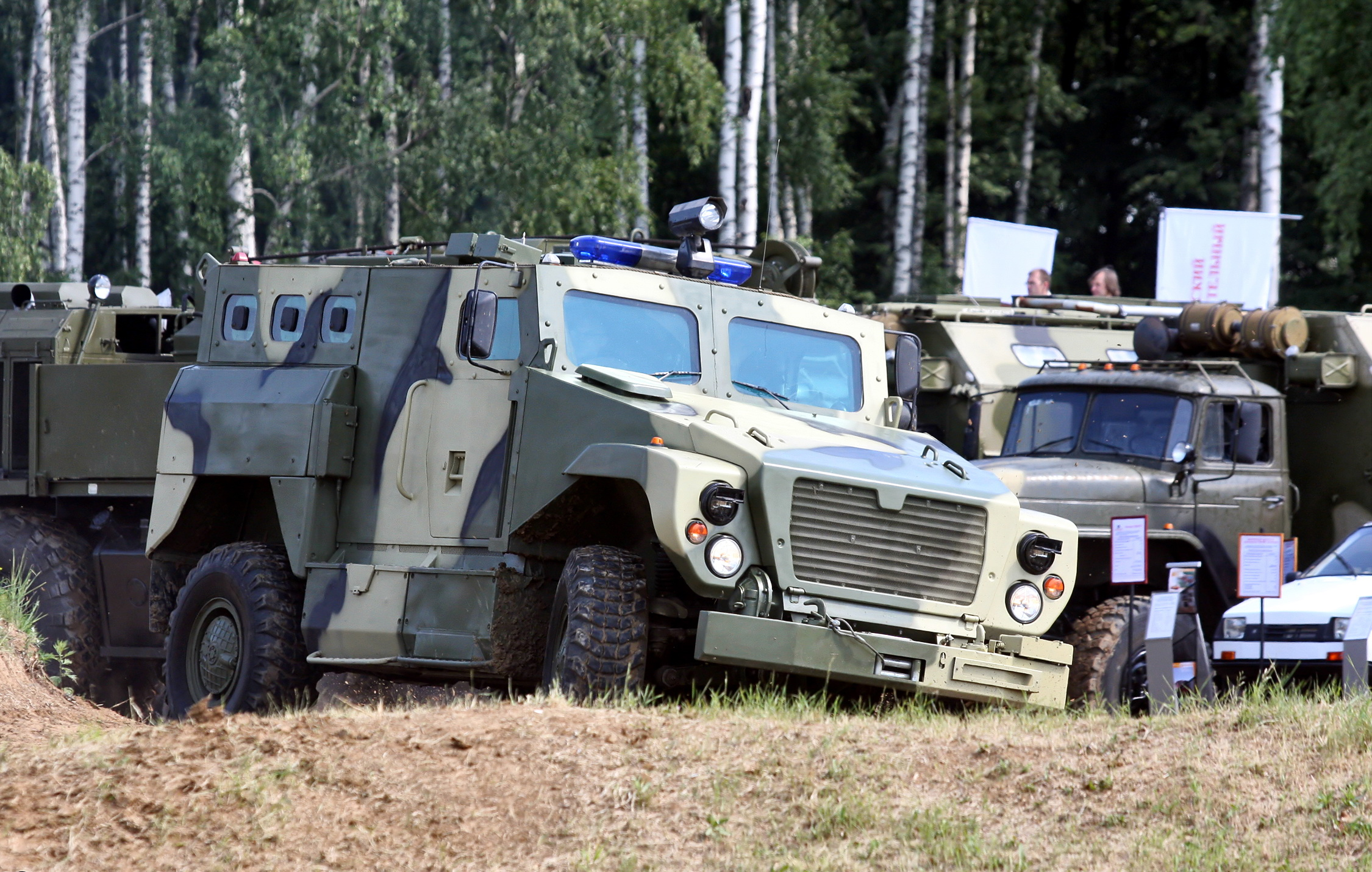
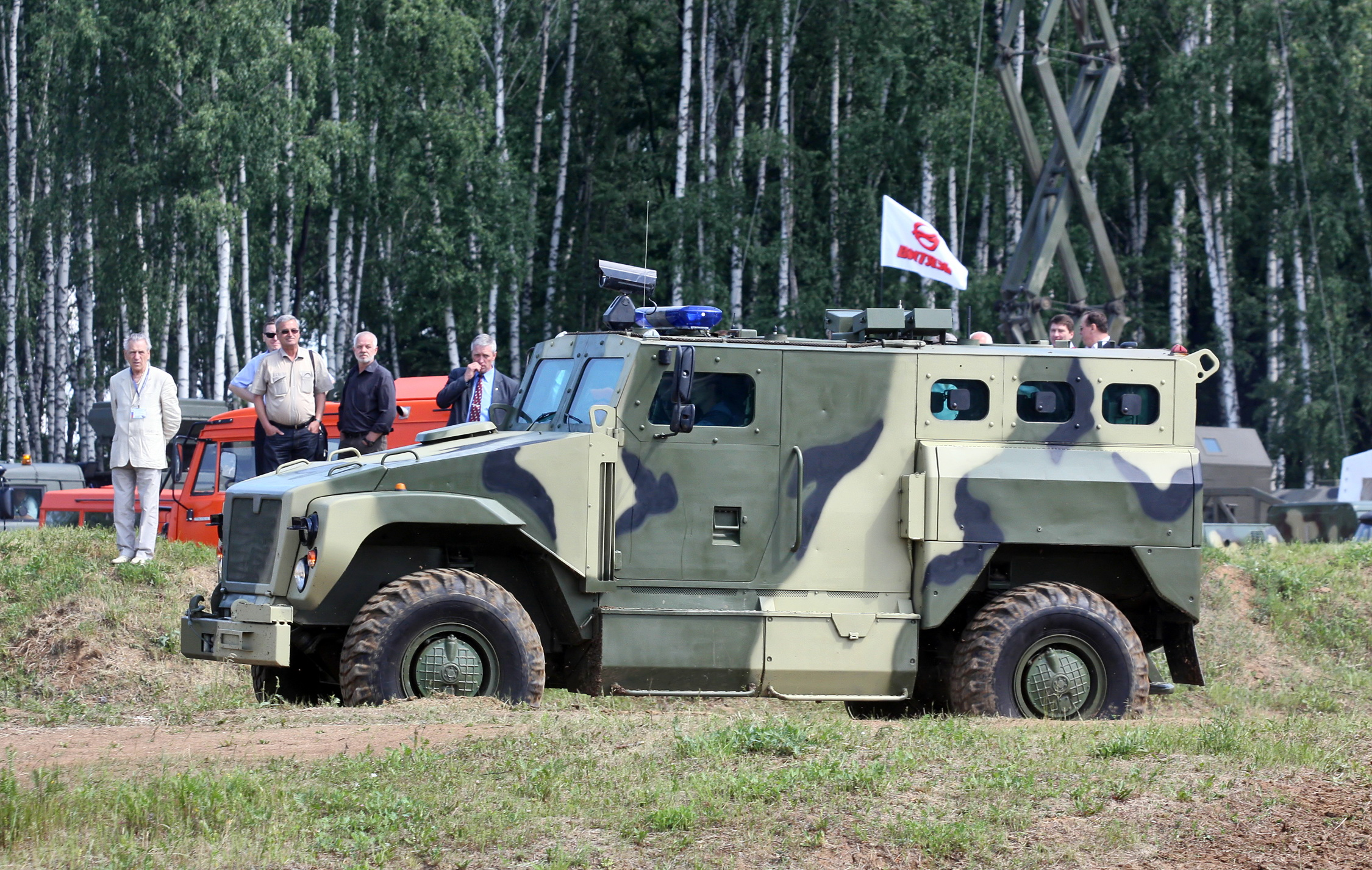
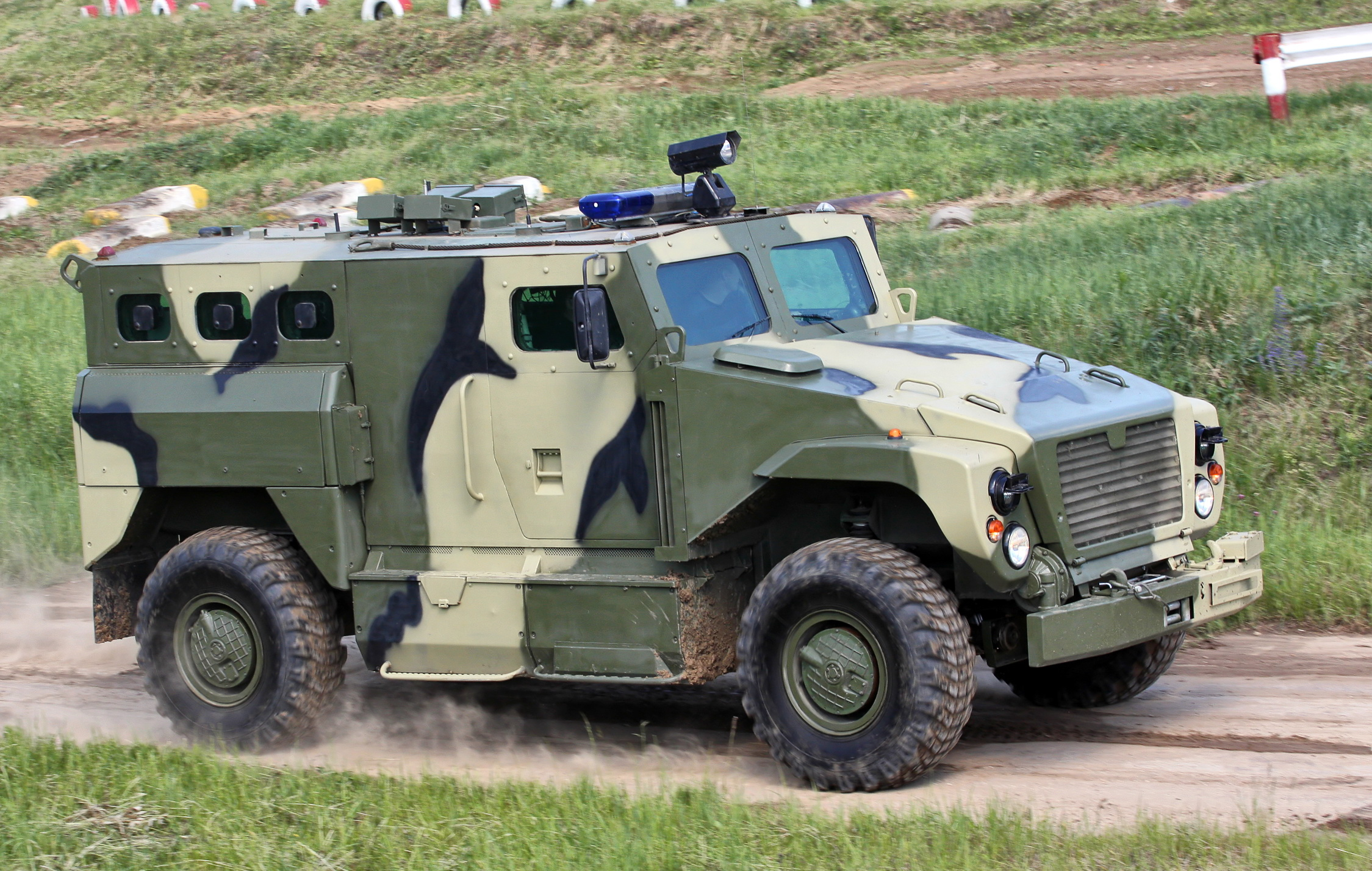
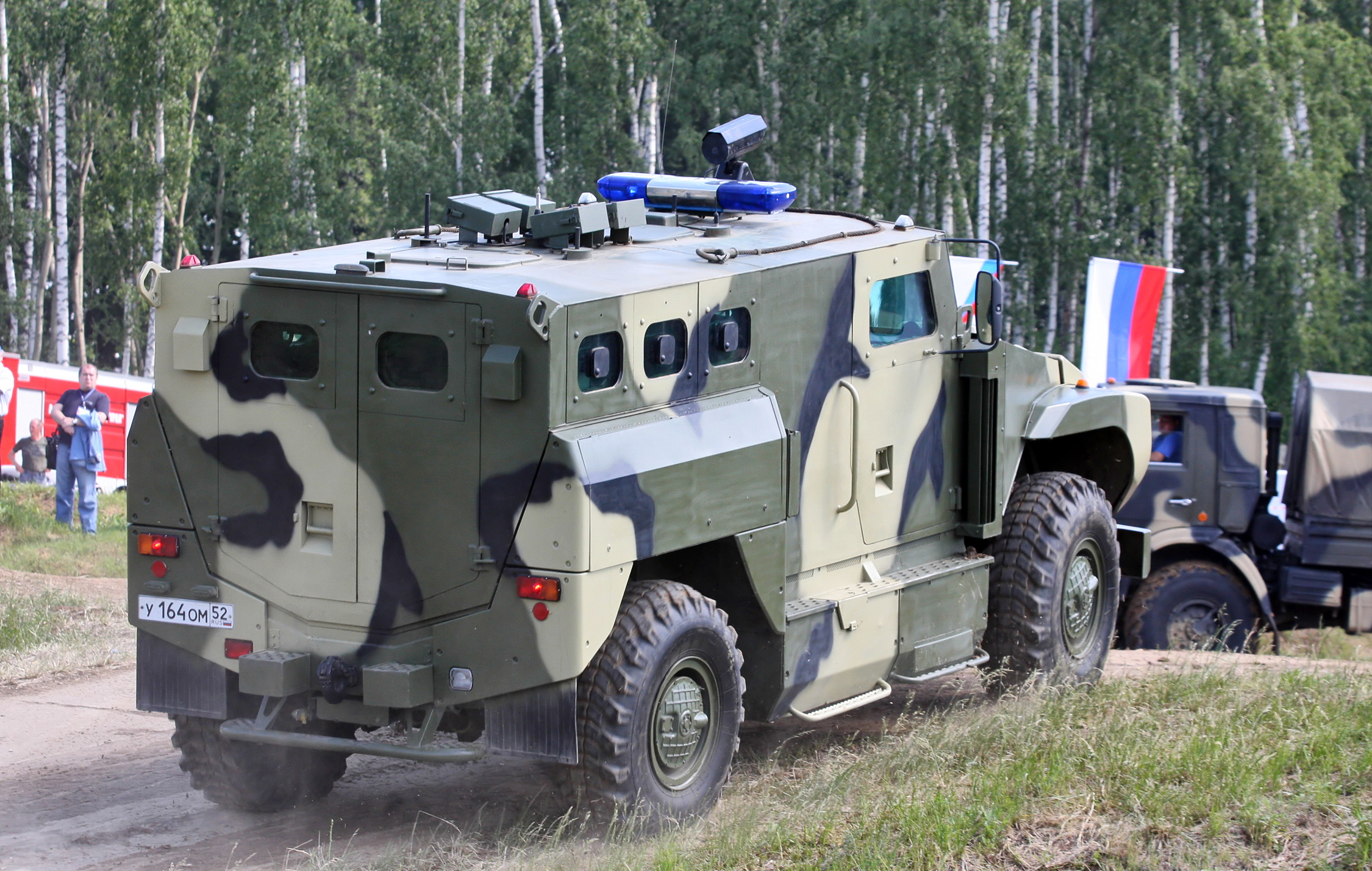